# Família de Légua
A família de Légua constitui uma classe de espíritos cultuados em diversas religiões afro-brasileiras, notadamente no norte do Brasil. As entidades desta falange espiritual relacionam-se entre si pelo parentesco com Légua Boji Buá, considerado o patriarca  da família. Desempenham uma função basilar no tereco, culto sincrético desenvolvido nos arredores da cidade de Codó, no estado do Maranhão, sendo também cultuados no tambor de mina, embora menos frequentemente. 
Conforme crê-se, os membros da família de Légua far-se-iam presente entre os devotos através da incorporação, momento em que as energias dos guias vibram na mesma energia do médium, com o intuito de serem venerados. Em terra, apresentam-se sempre portando nome e sobrenome (em geral Légua Ferreira da Trindade, mas também Légua Boji Buá e variações desses sobrenomes), consomem altas quantidades de bebidas alcoólicas e fumam cachimbo ou cigarros. A incorporação costuma ocorrer de maneira discreta e duradoura, sendo comum que, enquanto incorporados, conversem com os fiés distribuindo conselhos e aceitando agrados.

## Entidades desta família
Além de Légua Boji Buá (também Légua Boji Buá da Trindade), integram este clã Colimaneiro Légua Ferreira da Trindade Boji Buá, seu irmão, e uma miríade de filhos e filhas do patriarca Légua, dentre os quais Zé de Légua Ferreira da Trindade e Ricardo Légua da Trindade.